# Erich Buschenhagen

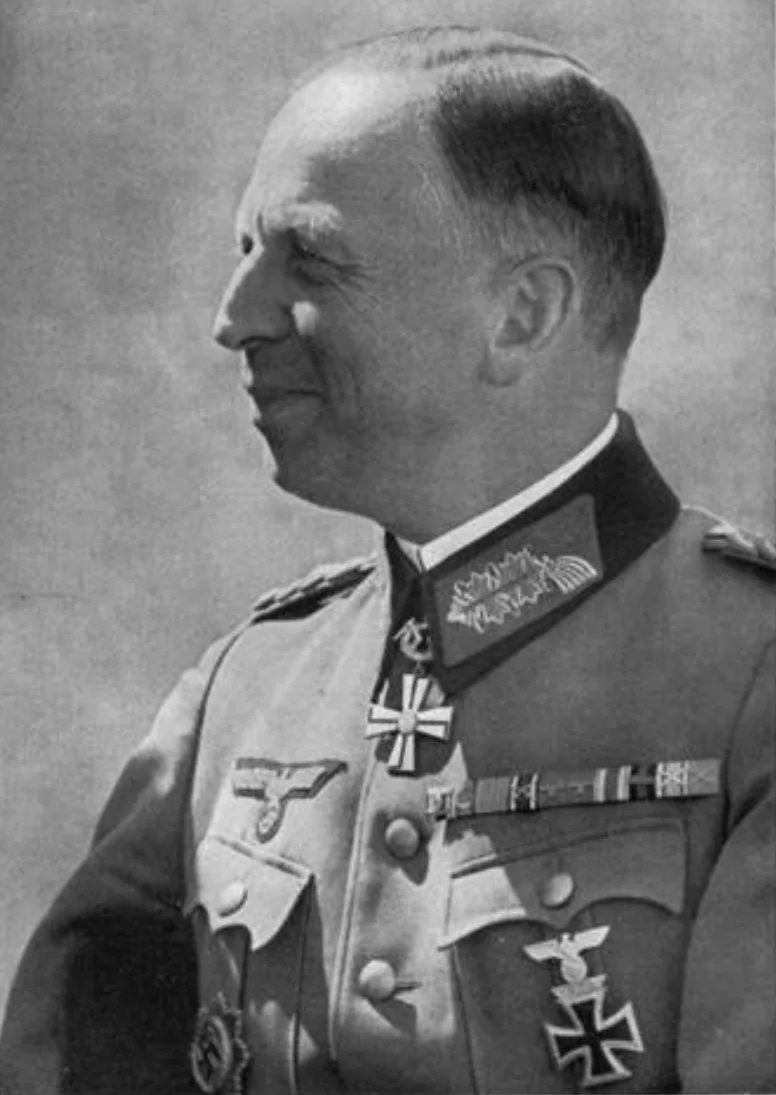
Erich Buschenhagen op 1 augustus 1946

Erich Buschenhagen (Straatsburg, 8 december 1895 – Kronberg im Taunus, 13 september 1994) was een Duitse Generaal der Infanterie in de Tweede Wereldoorlog.

## Eerste Wereldoorlog
Buschenhagen was de zoon van een ambtenaar. Hij nam op 9 maart 1914 dienst als vaandrig bij het 3e bataljon telegrafie van het Pruisische leger.
Bij uitbraak van de Eerste Wereldoorlog was hij telegrafist bij het 8e korps reserve van het Duitse Keizerrijk en daarna de 16e divisie reserve.
Eind januari werd hij luitenant en midden oktober 1918 eerste luitenant.
Op 30 oktober 1918 ging hij bij de staf van de Inlichtingendienst.
Hij ontving het IJzeren Kruis 1e en 2e klasse en ook het Kruis voor Militaire Verdienste (Oostenrijk-Hongarije).
Hij was aanwezig bij de ondertekening van de Wapenstilstand van 11 november 1918.

## Interbellum
Op 20 november 1918 leidde hij de afdeling decoderen van de tolkenschool in Berlijn.
Op 10 maart 1919 leidde hij de afdeling interpretatie van de Oberste Heeresleitung.
Op 1 oktober 1919 ging die op in de voorlopige Reichswehr en hij ging bij de inlichtingenschool. Hij leidde de afdeling T1 codedienst van het ministerie van landsverdediging te Berlijn. Op 30 september 1920 kwam hij bij de statistische afdeling T3.
Op 10 oktober 1925 ging hij bij de 3e Pruisische Inlichtingendienst en dan bij de artillerieschool te Jüterbog. Op 1 februari 1926 werd Buschenhagen als 
kapitein chef van de 2e compagnie van de Pruisische inlichtingendienst in Stettin.
Op 1 oktober 1928 ging hij terug naar het ministerie van landsverdediging in Berlijn als lesgever in de legerafdelingen organisatie T2 en opleiding T4. 
Op 1 december 1932 ging hij bij de staf van de 1e divisie. Op 1 april 1933 werd hij majoor.
Vanaf 1 juni 1934 ging hij twee maanden bij op afdeling opleiding van het leger.
Daarna werd hij opnieuw lesgever in het ministerie van landsverdediging.
Op 1 oktober 1935 werd hij luitenant-kolonel en kreeg hij het bevel over de 3e inlichtingendienst.
Op 1 maart 1938 werd hij kolonel en kreeg hij het bevel over het 5e regiment infanterie van Pommeren.
Op 1 juli 1939 ging hij bij de reserve.

## Tweede Wereldoorlog
Op 10 augustus 1939 werd hij stafchef van de generale staf van het 30e Legerkorps in Oost-Pruisen.
Op 1 maart 1940 droeg Generaal der Infanterie Nikolaus von Falkenhorst hem op om Operatie Weserübung voor de invasie van Noorwegen op 9 april 1940 te plannen.
Op 19 december 1940 werd Buschenhagen stafchef van de generale staf van Armee Norwegen.
Begin 1941 vergaderde Buschenhagen in het geheim met het leger van Finland om Operatie Silberfuchs voor te bereiden. Op 4 juni 1941 richtte hij te Rovaniemi een hoofdkwartier voor Armee Lappland in, terwijl het algemeen opperbevel in van Armee Norwegen in Oslo bleef.
Op 1 augustus 1941 werd Buschenhagen generaal-majoor.
Op 15 mei 1942 loste generaal-majoor Rudolf Bamler hem af en op 18 juni 1942 kreeg hij het bevel over de 15e divisie infanterie, die in Frankrijk herstelde.
In februari 1943 ging de divisie van Buschenhagens bij Heeresgruppe Süd en hij leidde de terugtocht uit Oekraïne. Op 1 mei 1943 werd hij luitenant-generaal.
Op 20 november 1943 kreeg Buschenhagen het bevel over het 52e Legerkorps.
Op 5 december 1943 ontving hij het Ridderkruis bij zijn IJzeren Kruis.
Op 1 januari 1944 werd hij Kommandierender General en Generaal der Infanterie.
In mei en begin juni 1944 voerde hij tegenaanvallen uit op het front langs de Dnjestr.
Op 4 juli 1944 ontving hij het Eikenloof bij zijn Ridderkruis.
Het groot offensief van de Sovjet-Unie tegen Roemenië vanaf 20 augustus 1944 doorbrak de fronten en vernietigde 16 Duitse divisies van het 6e Leger (Wehrmacht).

## Krijgsgevangene
Buschenhagen werd op 4 september 1944 krijgsgevangene van de Sovjet-Unie. 
Op 8 december 1944 ondertekende hij een oproep van vijftig krijgsgevangen generaals aan het volk en de Wehrmacht, om afstand te nemen van de nationaalsocialistische leiding en de oorlog te beëindigen.
Op het Proces van Neurenberg getuigde Buschenhagen op 12 februari 1946 over de voorbereidingen samen met Finland van de oorlog tegen de Sovjet-Unie en over het Kommissarbefehl.
Hij kwam op 10 oktober 1955 vrij.